# Walt Disney World Resort
Walt Disney World Resort és un resort turístic a uns 32 km d'Orlando, Florida, situat als municipis de Lake Buena Vista i Bay Lake. És propietat i està operat per Disney Parks, Experiences and Products, una divisió de The Walt Disney Company. Actualment és el resort turístic més gran i més visitat del món, amb una extensió d'uns 27,000 acres (110 km2), dels quals aproximadament la meitat estan urbanitzats. Compta amb quatre parcs temàtics, dos parcs aquàtics, quatre camps de golf, hotels, centres de conferències, un complex esportiu per a competicions i un centre comercial amb botigues, restaurants i locals d'entreteniment.
El complex va ser desenvolupat per Walt Disney a la dècada de 1960 per complementar Disneyland a Anaheim, Califòrnia, que havia obert el 1955. Walt volia construir un nou parc perquè Disneyland a Califòrnia no es podia expandir degut als establiments que van sorgir al seu voltant. "The Florida Project" (El Projecte Florida), com es coneixia, tenia la intenció de presentar una visió diferent amb un conjunt d'atraccions propi. Els plans originals de Walt Disney també incloïen la creació d'una comunitat planificada destinada a servir com a banc de proves per a noves innovacions anomenada "Experimental Prototype Community of Tomorrow" (en català: Prototip de Comunitat Experimental del Demà) o EPCOT. Walt Disney va morir el 15 de desembre de 1966, durant la planificació inicial del complex. Després de la seva mort, la companyia va debatre si portar a terme el projecte Disney World, però Roy O. Disney, el germà gran de Walt, va sortir de la jubilació per assegurar-se que el somni més gran de Walt fos complert. La construcció va començar l'any 1967, amb l'empresa construint un complex semblant a Disneyland, abandonant la construcció d'EPCOT. Magic Kingdom va ser el primer parc temàtic que va obrir al complex el 1971, seguit per EPCOT (conegut aleshores com a EPCOT Center) el 1982, Disney's Hollywood Studios (conegut aleshores com a Disney-MGM Studios Theme Park) el 1989 i Disney's Animal Kingdom el 1998. Roy va insistir que el nom de tot el complex es canviés de Disney World a Walt Disney World, com a memorial pel seu germà.
El 2023 Walt Disney World va ser el resort més visitat del món, amb més de 32 milions de visitants als seus parcs temàtics. El complex és la destinació insígnia de Disney i s'ha convertit en un element bàsic de la cultura popular nord-americana.

## Història

### Planificació i construcció

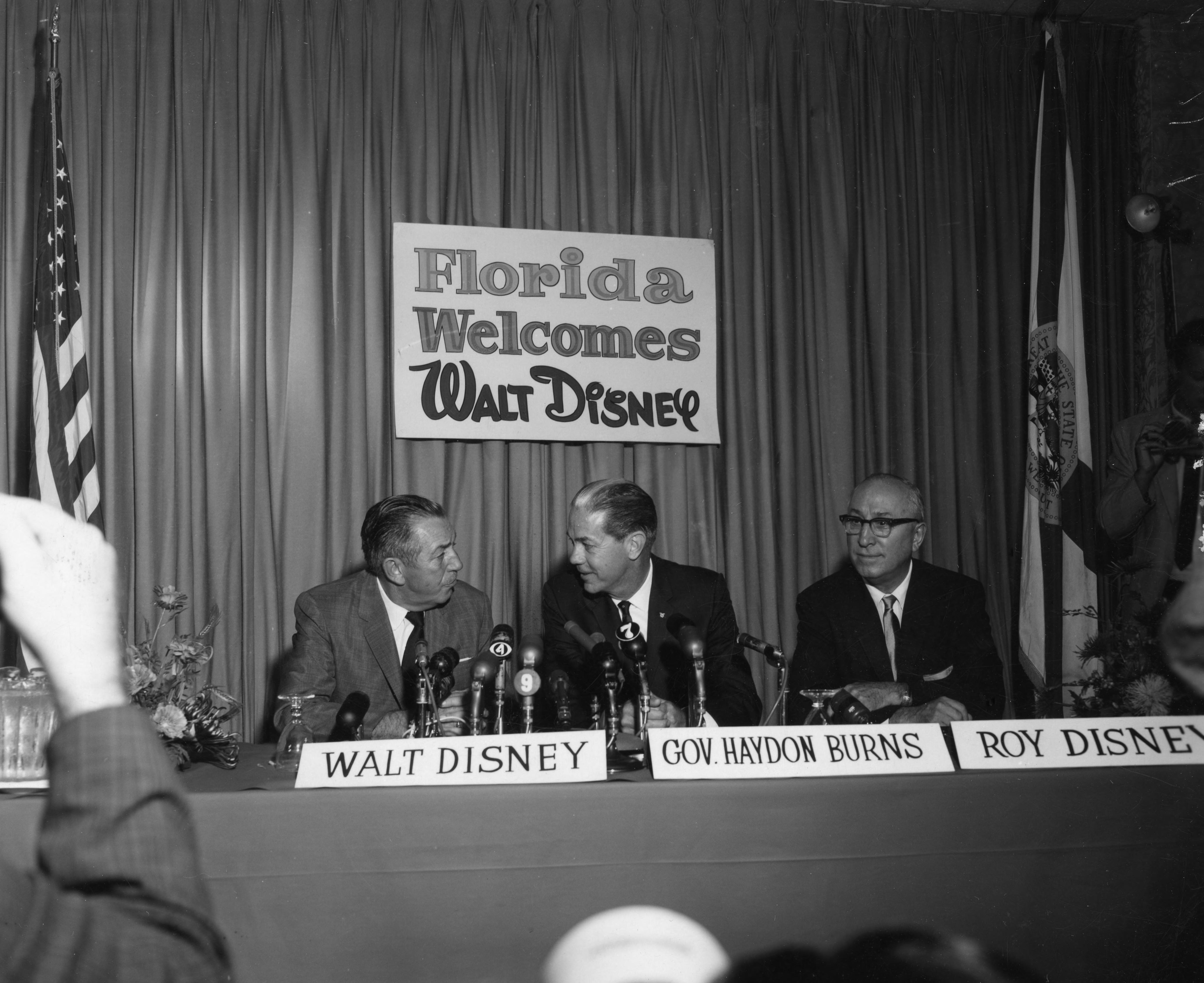
Walt Disney (esquerra) amb el seu germà Roy O. Disney (dreta) i el governador de Florida W. Haydon Burns (centre) el 15 de novembre de 1965, anunciant públicament la creació de Disney World

#### Concepció
El 1959 Walt Disney Productions va començar a buscar terrenys per construïr un segon complex per complementar Disneyland a Anaheim, Califòrnia, que va obrir el 1955. Els estudis de mercat de l'època van revelar que només el 5% dels visitants de Disneyland provenien de l'est del riu Mississipi, on vivia el 75% de la població dels Estats Units. A més, a Walt Disney no li agradaven els negocis que havien sorgit al voltant de Disneyland i volia més control sobre una àrea més gran en el següent projecte.
Walt Disney va fer un vol sobre un possible emplaçament a Orlando, Florida el novembre de 1963. Després de presenciar la ben desenvolupada xarxa de carreteres i de tenir en compte la futura construcció de l'autopista Interestatal 4 i l'autopista Florida Turnpike, i havent-hi la base de la força aèria McCoy (més tard l'aeroport internacional d'Orlando) a l'est, Disney va seleccionar un lloc cèntric a prop del llac Bay. El desenvolupament es va anomenar internament «The Florida Project». Per evitar un esclat d'especulació degut a la compra dels terrenys, Walt Disney Productions va utilitzar diverses empreses fantasma per adquirir terrenys d'un total de 27,443 acres (111 km2). El maig de 1965, algunes d'aquestes grans transaccions de terres es van registrar a unes poques milles al sud-oest d'Orlando, al comtat d'Osceola. A més, es van vendre dues grans extensions de terres per un total d'1,5 milions de dòlars, i empreses de noms exòtics com «Ayefour Corporation», «Latino-American Development and Management Corporation» i «Reedy Creek Ranch Corporation» van comprar extensions més petites de planes i pastures de bestiar. Algunes d'aquestes empreses estan ara commemorades en una finestra sobre Main Street, U.S.A., al Magic Kingdom. Les parcel·les més petites de terra adquirides eren anomenades «outs». Eren parcel·les de 5 acres (2 ha) planificades l'any 1912 per la Munger Land Company i venudes a inversors. La majoria dels propietaris als anys 60 estaven contents de desfer-se dels terrenys, que aleshores eren majoritàriament pantanosos. Un altre problema eren els drets minerals sobre la terra, que eren propietat de la Universitat Tufts. Sense la cessió d'aquests drets, Tufts podria demanar la retirada d'edificis per obtenir minerals en qualsevol moment. Amb el temps l'equip de Disney va negociar un acord amb Tufts per comprar els drets minerals per 15.000 dòlars.
Treballant estrictament en secret, agents immobiliaris que desconeixien la identitat del seu client van començar a fer ofertes als propietaris a l'abril de 1964 a parts del sud-oest dels comtat d'Orange i nord-oest del comptat d'Osceola. Els agents van tenir cura de no revelar l'abast de les seves intencions. Van poder negociar nombrosos contractes de terres amb alguns propietaris, incloses grans extensions de terra per tan sols 100 dòlars l'acre. Tenint en compte que l'enregistrament de les primeres escriptures desencadenaria un intens escrutini públic, Disney va retardar la presentació de documentació fins que l'adquisició d'una gran part del terreny estigués sota contracte.

Esquema dels plans originals de Walt Disney al 1966 per a Disney World i la ciutat proposada EPCOT (taronja) i situació actual (blau)

Els primers rumors i especulacions sobre les compres dels terrenys assumien un possible desenvolupament per part de la NASA en suport del Centre Espacial Kennedy, així com referències a altres inversors famosos, com Ford, els Rockefeller i Howard Hughes. Un article de notícies del diari Orlando Sentinel publicat setmanes més tard, el 20 de maig de 1965, va reconèixer un rumor popular que Disney estava construint una versió de Disneyland. No obstant això, la publicació va negar la seva veracitat basant-se en una entrevista anterior a Walt Disney al Kennedy Space Center. En aquella entrevista, Walt Disney va afirmar que hi havia una inversió planejada de 50 milions de dòlars per a Disneyland i que no tenia cap interès en construir un nou parc. A l'octubre de 1965, l'editora Emily Bavar del diari Sentinel va visitar Disneyland durant la celebració del 10è aniversari del parc. En una entrevista amb Disney, li va preguntar si estava darrere de les darreres compres de terres a la Florida central. Més tard, Bavar va descriure que a Disney «semblava que li hagués tirat una galleda d'aigua a la cara», abans de negar la història. La seva reacció, combinada amb altres investigacions obtingudes durant la visita a Anaheim, va portar a Bavar a publicar un article el 21 d'octubre de 1965 on va predir que Disney estava construint un segon parc temàtic a Florida. Tres dies més tard, després de reunir més informació de diverses fonts, el Sentinel va publicar un altre article titulat: «Nosaltres diem: La indústria 'misteriosa' és Disney» (en anglès: "We Say: 'Mystery' Industry Is Disney").
Walt Disney havia planejat inicialment revelar públicament Disney World el 15 de novembre de 1965, però desprès de l'article de Sentinel, Disney va demanar al governador de Florida Haydon Burns que ho confirmés el 25 d'octubre. El seu anunci va qualificar el nou parc temàtic de "l'atracció més gran de la història de Florida". La revelació oficial es va mantenir el 15 de novembre prèviament previst, amb una conferència de premsa de Disney i el governador de Florida.

#### Supervisió de la construcció de Roy Disney

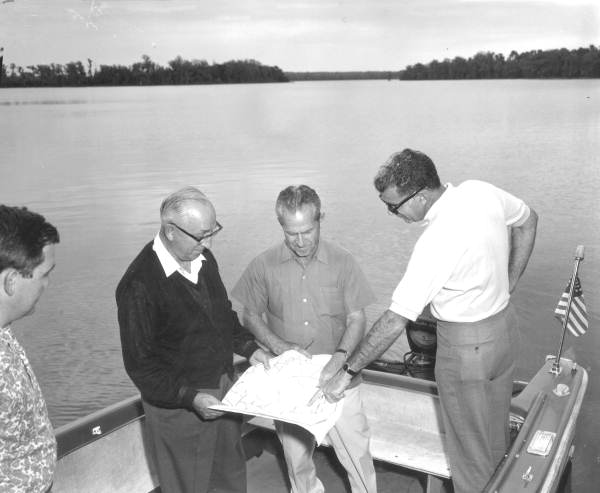
Roy O. Disney inspeccionant els plans in situ a Florida

Walt Disney va morir per un col·lapse circulatori causat per un càncer de pulmó relacionat amb el tabaquisme el 15 de desembre de 1966, abans que la construcció comencés. Segons els arxius de la companyia, durant la vida de Walt, ell va visitar personalment els terrenys només dues vegades: el 16 de novembre de 1965, l'endemà de la conferència de premsa, i per segona vegada el 26 de maig de 1966. El seu germà i soci de negocis Roy O. Disney va ajornar la seva jubilació per supervisar la construcció de la primera fase del complex.
El 2 de febrer de 1967 Roy O. Disney va donar una conferència de premsa als Park Theatres de Winter Park, Florida, on es va reproduir una pel·lícula que destacava el paper d'EPCOT al projecte. Després de la pel·lícula, es va explicar que per a que Disney World, inclòs EPCOT, tingués èxit, s'hauria de formar un districte especial: el Reedy Creek Improvement District, amb dues ciutats al seu interior, Bay Lake i Reedy Creek, ara anomenada Lake Buena Vista. A més dels poders estàndard d'una ciutat incorporada, que inclouen l'emissió de bons lliures d'impostos, el districte tindria immunitat de qualsevol llei actual o futura d'ús del sòl del comtat o de l'estat. Les úniques àrees on el districte s'hauria de sotmetre al comtat i a l'estat serien els impostos sobre la propietat i les inspeccions d'ascensors. La legislació que formava el districte i les dues ciutats va ser signada pel governador de Florida Claude R. Kirk, Jr. el 12 de maig de 1967. L'any 1968, la Cort Suprema de Florida va decidir que el districte podia emetre bons exempts d'impostos per a projectes públics dins del districte, tot i que l'únic beneficiari seria Walt Disney Productions.

El logotip original de Walt Disney World des de 1971 fins a mitjans de la dècada de 1990

El districte aviat va començar la construcció de canals de drenatge, i Disney va construir les primeres carreteres i el Magic Kingdom. El Contemporary Resort Hotel es va completar a temps per a l'obertura del parc l'1 d'octubre de 1971, i el Polynesian Village Resort es va obrir poc després. Els camps de golf Palm i Magnolia prop del Magic Kingdom van obrir unes setmanes abans, mentre que el càmping Fort Wilderness va obrir un mes després. Vint-i-quatre dies després de l'obertura del parc, Roy O. Disney va dedicar la propietat i va declarar que seria coneguda com a "Walt Disney World" en honor al seu germà. Amb les seves pròpies paraules: "Tothom ha sentit a parlar dels cotxes Ford. Però han sentit tots parlar de Henry Ford, qui ho va començar tot? Walt Disney World és en memòria de l'home que ho va començar tot, de manera que la gent sabrà el seu nom mentre Walt Disney World sigui aquí". Després de la dedicatòria, Roy Disney va preguntar a la vídua de Walt, Lillian, què pensava de Walt Disney World. Segons el biògraf Bob Thomas, ella va respondre: «Crec que Walt ho hauria aprovat». Roy Disney va morir als 78 anys el 20 de desembre de 1971, menys de tres mesos després de l'obertura del complex.
Els preus de les entrades el 1971 eren de 3,50 dòlars per als adults, 2,50 dòlars per als menors de 18 anys i un dòlar per als menors de dotze anys.

### 1980s–2020

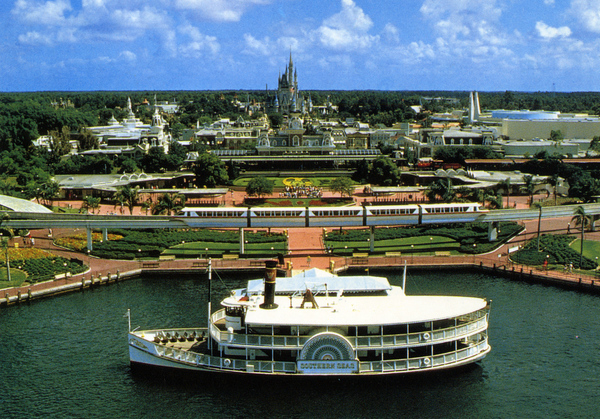
Fotografia aèria de Walt Disney World el 1982

Gran part dels plans de Walt Disney per al seu concepte d'una ciutat del futur van ser abandonats després de la seva mort i després que la junta de l'empresa decidís que no volia estar en el negoci de dirigir una ciutat. El concepte va evolucionar fins al segon parc temàtic del complex, EPCOT Center, que es va obrir el 1982 (re-anomenat EPCOT el 1996). Tot i que segueix emulant la idea original de Walt Disney de mostrar noves tecnologies, el parc s'assembla més al concepte d'una exposició universal que a una "comunitat del demà". Una de les principals atraccions d'EPCOT és el World Showcase, que destaca 11 països d'arreu del món. Alguns dels conceptes de planificació urbana de la idea original d'EPCOT s'integrarien més tard a la comunitat de Celebration, Florida. El tercer parc temàtic del complex, Disney-MGM Studios (rebatejat com a Disney's Hollywood Studios el 2008), va obrir el 1989 i està inspirat en el món del cinema.

La versió de 1996 del logotip de Walt Disney World

A principis de la dècada de 1990, el complex estava intentant obtenir permisos d'ampliació. Hi va haver un rebuig ecologista considerable, i Disney va arribar a un acord amb la ONG The Nature Conservancy i l'estat de Florida per a comprar 8,500 acres (3,400 ha) de terreny adjacent al parc amb l'objectiu de rehabilitar els ecosistemes d'aiguamolls. La reserva natural Disney Wilderness Preserve es va establir l'abril de 1993 i els terrenys es van transferir a The Nature Conservancy. The Walt Disney Company va proporcionar fons addicionals per a la restauració del paisatge i el seguiment de la vida salvatge.

Versió del 2018 del logotip de Walt Disney World

El quart parc temàtic del complex, Disney's Animal Kingdom, va obrir el 1998.
L'octubre de 2009, Disney World va anunciar un concurs per trobar una ciutat amb la qual agermanar-se. El desembre de 2009, després que Rebecca Warren guanyés el concurs amb un poema, van anunciar que el resort s'agermanaria amb la ciutat anglesa de Swindon.

### Març de 2020 - Actualitat
El 12 de març de 2020, un portaveu de Disney va anunciar que Disney World i Disneyland París tancarien temporalment a causa de la pandèmia de COVID-19 a partir del 15 de març de 2020.
El 2020, Disney World va acomiadar a 6.700 empleats i només va funcionar al 25% de la seva capacitat després de la reobertura durant la pandèmia de la COVID-19.
Al juny de 2020 Walt Disney World va ser escollit per acollir els partits finals de la temporada 2019–2020 de la NBA, amb els equips aïllats en una bombolla com a protecció contra el COVID-19, amb els partits duent-se a terme al complex esportiu ESPN Wide World of Sports. Durant 2020 Walt Disney World també va ser l'hoste del torneig de futbol MLS is Back.
L'11 de juliol de 2020 Disney World va reobrir oficialment, començant les operacions al 25% de la capacitat als parcs Magic Kingdom i Disney's Animal Kingdom, com a conseqüència de la pandèmia de COVID-19 a Florida. Quatre dies després, EPCOT i Disney's Hollywood Studios van obrir al públic a un 25% de la capacitat. Es requerien mascaretes en tot moment (incloent a l'aire lliure, a les atraccions i mentre es feien fotos), tots els visitants s'havien de prendre la temperatura a l'entrada, es va instal·lar polimetacrilat a diverses atraccions i medis de transport, i els espectacles que atreien a grans multituds, com ara desfilades i espectacles nocturns, no es van dur a terme.
El novembre de 2020, el complex va augmentar la capacitat dels quatre parcs temàtics fins al 35%, i el 13 de maig de 2021 l'executiu en cap de Disney Bob Chapek va anunciar un nou augment de la capacitat efectiu immediatament sense especificar fins a quin nivell de capacitat s'elevaria. A mitjans de juny de 2021, s'havien aixecat els controls de temperatura i l'obligació de portar mascareta (excepte dins del medis de transport públic dins el resort). A finals de juliol de 2021, es van restablir l'obligació de portar mascareta per a totes les atraccions i zones interiors a la llum de les noves directrius emeses per la CDC, ja que la variant delta va provocar un augment significatiu dels casos. Aquests mandats restablerts es van aixecar el febrer de 2022. L'abril de 2022, després d'una decisió judicial que posava fi al mandat federal de mascaretes per al transport públic, es van aixecar els mandats de màscares al transport de Disney.
A partir de l'1 d'octubre de 2021 el complex va celebrar el seu 50è aniversari amb una celebració que va durar 18 mesos, acabant el 31 de març de 2023.
El 22 d'abril de 2022, l'estatus d'autogovern que la Walt Disney Company tenia a l'àrea al voltant de Disney World durant més de 50 anys va acabar després que el governador de Florida, Ron DeSantis, signés una llei que exigeix que l'àrea estigui sota la jurisdicció legal de l'estat de Florida. La nova llei també va abolir oficialment el districte especial que la Walt Disney Company havia utilitzat per dirigir la zona des del maig de 1967, quan el governador de Florida Claude Kirk va signar una legislació que atorgava a l'empresa un estatus especial. La llei va entrar en vigor el juny de 2023.

## Localització
El resort de Florida no es troba dins de la ciutat d'Orlando, sinó al sud-oest del centre d'Orlando. Gran part del complex es troba al sud-oest del comtat d'Orange, amb la resta al comtat adjacent d'Osceola. La propietat inclou les ciutats de Lake Buena Vista i Bay Lake, que son governades pel districte especial Central Florida Tourism Oversight District (abans conegut com a Reedy Creek Improvement District). Quan va obrir el complex ocupava aproximadament 27,443 acres (43 sq mi; 111 km2). Des de llavors s'han venut o separat parts de la propietat, inclòs el terreny que ara ocupa la comunitat de Celebration, construïda per Disney. El 2014, el complex ocupava prop de 25,000 acres (39 sq mi; 101 km2).

Mapa del resort al maig de 2015

Entre desembre de 2018 i abril de 2020 la companyia va adquirir prop de 3,000 acres (5 sq mi; 12 km2) més de terrenys per al resort.
Actualment aproximadament el 12% de la superfície del resort està ocupada per hotels i complexos turístics, i el 5% de la superfície és aigua.

## Instal·lacions

### Parcs temàtics
- Magic Kingdom: inaugurat l'1 d'octubre de 1971
- Epcot: inaugurat l'1 d'octubre de 1982
- Disney's Hollywood Studios: inaugurat l'1 de maig de 1989
- Animal Kingdom: inaugurat el 22 d'abril de 1998

### Parcs aquàtics
- Disney's Typhoon Lagoon: inaugurat l'1 de juny de 1989
- Disney's Blizzard Beach: inaugurat l'1 d'abril de 1995

### Zones comercials, de restauració i d'entreteniment

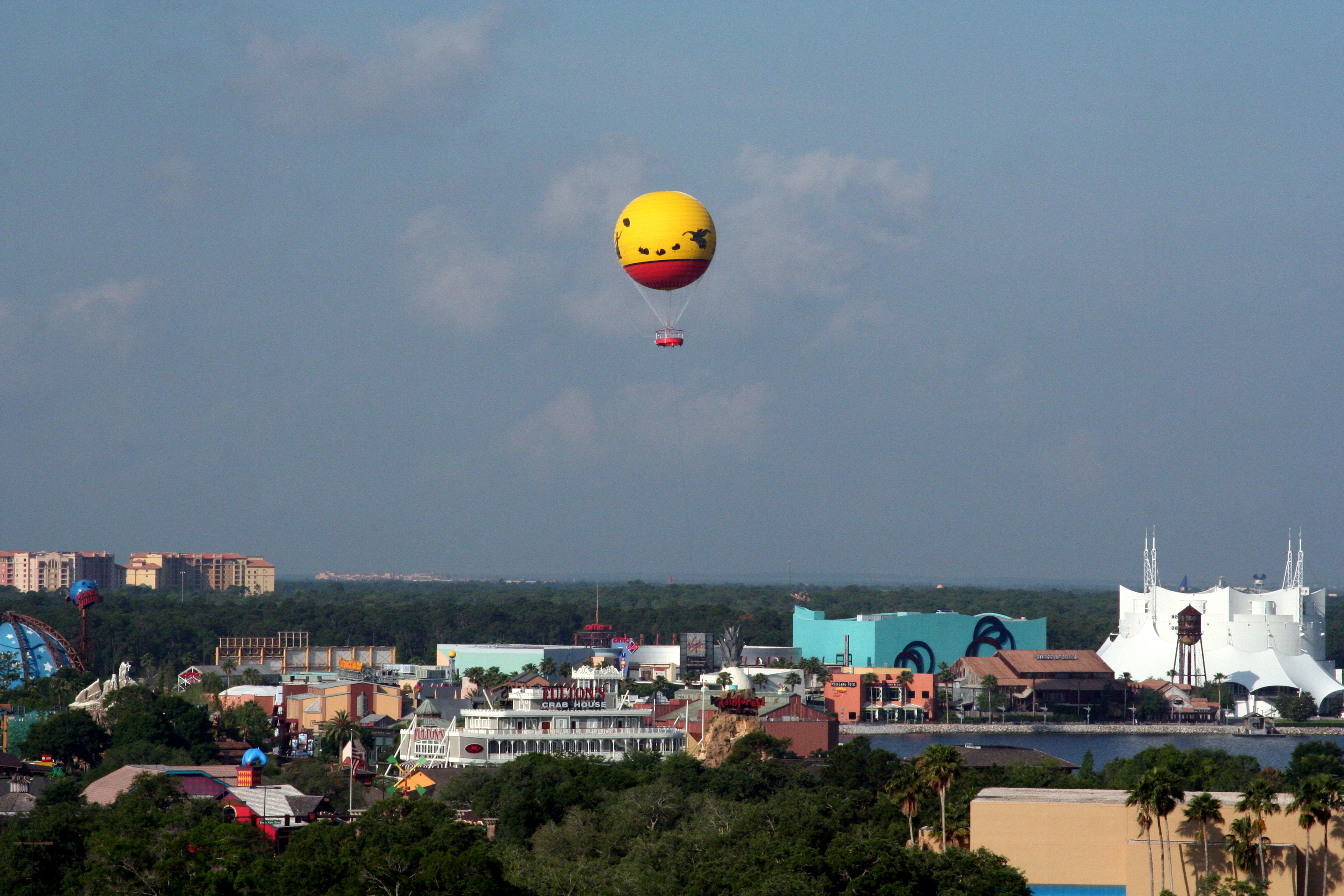
Vista de Disney Springs

- Disney Springs: inaugurat el 22 de març de 1975[36]
- Disney's BoardWalk: inaugurat l'1 de juliol de 1996
- Flamingo Crossings: obert el 2021 (situat fora de la propietat però desenvolupat per Disney)

### Camps de golf
El resort inclou quatre camps de golf oberts al públic general. Els camps de golf de 18 forats són Disney's Palm (4,5 estrelles), Disney's Magnolia (4 estrelles) i Disney's Lake Buena Vista (4 estrelles). També hi ha un camp de nou forats anomenat Disney's Oak Trail, que inclou tees per golfistes més joves i un camp de Footgolf. Els camps Palm, Magnolia i Oak Trail estan connectats i comparteixen una entrada a prop de l'hotel Shades of Green a l'àrea del Magic Kingdom, mentre que el camp Lake Buena Vista es troba a la zona de Disney Springs. Encara que són propietat de l'empresa, els camps de golf de Walt Disney World són gestionats per un tercer, Arnold Palmer Golf Management. Els camps de Magnolia i Palm van ser la seu del torneig Walt Disney World Golf Classic del PGA Tour del 1971 al 2012.
A més, hi ha un cinquè camp, el Tranquilo Golf Course, situat a l'hotel Four Seasons ubicat dins el resort. El camp està obert només als clients allotjats a l'hotel.

### Camps de minigolf
- Fantasia Gardens, inaugurat el 20 de maig de 1996
- Winter Summerland, inaugurat el 12 de març de 1999

### Altres atraccions i àrees
- Disney's Wide World of Sports: complex esportiu inaugurat el 28 de març de 1997
- Drawn to Life: espectacle resident del Cirque du Soleil, a una sala oberta a Disney Springs el 23 de desembre de 1998
- Tri-Circle D Ranch: ranxo de treball i uns estables, situat a Fort Wilderness

### Antigues atraccions i àrees
- Discovery Island: una illa i antiga atracció al llac Bay que va ser la llar de moltes espècies d'animals i aus. Els visitants accedien a l'illa amb vaixell des de Fort Wilderness. Va obrir el 8 d'abril de 1974 i va tancar el 8 d'abril de 1999.
- Disney's River Country: el primer parc aquàtic del Walt Disney World Resort. Va obrir el 20 de juny de 1976 i va tancar el 2 de novembre de 2001.[40]
- Walt Disney World Speedway: una pista de carreres amb una experiència anomenada Richard Petty Driving Experience. La pista va acollir la NASCAR Craftsman Truck Series i la IndyCar Series fins als anys 2000. Va obrir el 28 de novembre de 1995 i va tancar el 9 d'agost de 2015.
- Pleasure Island: una antiga secció separada de Disney Springs (llavors Downtown Disney) centrada en l'entreteniment nocturn. La major part de l'àrea va ser enderrocada després de la transformació de Downtown Disney en Disney Springs. Va obrir el 1989 i va tancar el 2008.
- Aeroport de Walt Disney World: una petita pista d'aterratge per avions STOL construïda per a avions privats. La pista es va deixar d'utilitzar a la dècada de 1980. Es troba al costat de Vista Blvd i World Drive i s'utilitza com a àrea d'emmagatzematge.
- DisneyQuest: un parc temàtic interior que comptava amb jocs d'arcade i atraccions virtuals, destinat a ser la primera ubicació d'una cadena de parcs temàtics similars que no va tenir èxit. Va obrir el 19 de juny de 1998 i va tancar el 2 de juliol de 2017.[41]
- Crossroads Shopping Center: centre comercial i de restauració desenvolupat originalment per Disney a la dècada de 1980 i situat a prop de Disney Springs, era popular per als visitants i els empleats, construït en un moment en què hi havia poques opcions de restauració a la zona. Més tard, Disney va vendre el terreny i el 2021 es va enderrocar tot el centre, expropiant-lo per al projecte de reconstrucció de l'autopista Interestatal 4.[42][43]

### Hotels
A 2024, hi han 19 complexos hotelers i de vil·les de multipropietat del Disney Vacation Club (DVC) gestionats per Disney al resort, a més d'un càmping, Fort Wilderness, amb places d'acampada tradicionals i cabanyes de fusta. Tots junts sumen aproximadament 23.000 habitacions, 3.600 vil·les del DVC, i uns 500,000 peus quadrats (46,000 m2) d'espai per a conferències. S'organitzen en tres categories —Deluxe, Moderate, i Value— i cinc àrees: Magic Kingdom, EPCOT, Wide World of Sports, Animal Kingdom, i Disney Springs. Anomenat informalment la "Disney Bubble" (bombolla Disney), allotjar-se a la propietat es considera com a una experiència immersiva.
A més, 12 hotels operats de manera independent es troben en terrenys propietat de Disney, oferint aproximadament 7.300 habitacions addicionals. També hi ha un hotel per a mascotes gestionat per als clients que viatgen amb animals.

#### Hotels propietat de Disney
| Nom                                                       | Imatge         | Data d'obertura        | Temàtica                                                        | Número d'habitacions              | Àrea                 |
| Deluxe resorts                                            | Deluxe resorts | Deluxe resorts         | Deluxe resorts                                                  | Deluxe resorts                    | Deluxe resorts       |
| --------------------------------------------------------- | -------------- | ---------------------- | --------------------------------------------------------------- | --------------------------------- | -------------------- |
| Disney's Animal Kingdom Lodge                             |                | 16 d'abril de 2001     | Reserva natural africana                                        | 1.307 habitacions 708 vil·les     | Animal Kingdom       |
| Disney's Old Key West Resort                              |                | 20 de desembre de 1991 | Key West a principis del segle xx                               | 761 vil·les                       | Disney Springs       |
| Disney's Saratoga Springs Resort & Spa                    |                | 17 de maig de 2004     | Hotel a l'estat de Nova York als anys1880s                      | 1.320 vil·les                     | Disney Springs       |
| Disney's Beach Club Resort                                |                | 19 de novembre de 1990 | Cabanyes a Newport Beach                                        | 576 habitacions 282 vil·les       | EPCOT                |
| Disney's Yacht Club Resort                                |                | 5 de novembre de 1990  | Hotel a Martha's Vineyard                                       | 621 habitacions                   | EPCOT                |
| Disney's BoardWalk Inn                                    |                | 1 de juliol de 1996    | Atlantic i Ocean City a principis del segle xx                  | 378 habitacions 530 vil·les       | EPCOT                |
| Disney's Riviera Resort                                   |                | 16 de desembre de 2019 | La Riviera                                                      | 300 vil·les                       | EPCOT                |
| Disney's Contemporary Resort                              |                | 1 d'octubre de 1971    | Modern                                                          | 655 habitacions 428 vil·les       | Magic Kingdom        |
| Disney's Grand Floridian Resort & Spa                     |                | 28 de juny de 1988     | Florida a principis del segle xx                                | 867 habitacions 147 vil·les       | Magic Kingdom        |
| Disney's Polynesian Village Resort                        |                | 1 d'octubre de 1971    | Pacífic sud                                                     | 492 habitacions 380 vil·les       | Magic Kingdom        |
| Disney's Wilderness Lodge                                 |                | 28 de maig de 1994     | Nordoest dels Estats Units, hotel del Servei de Parcs Nacionals | 729 habitacions 365 vil·les       | Magic Kingdom        |
| Moderate resorts                                          |                |                        |                                                                 |                                   |                      |
| Disney's Caribbean Beach Resort                           |                | 1 d'octubre de 1988    | Illes del Carib                                                 | 1.536 habitacions                 | EPCOT                |
| Disney's Coronado Springs Resort                          |                | 1 d'agost de 1997      | Mèxic, sud-oest dels Estats Units                               | 1.915 habitacions                 | Animal Kingdom       |
| Disney's Port Orleans Resort (French Quarter & Riverside) |                | 17 de maig de 1991     | Barri francès de Nova Orleans, Deep South                       | 3.056 habitacions                 | Disney Springs       |
| Value resorts                                             |                |                        |                                                                 |                                   |                      |
| Disney's All-Star Movies Resort                           |                | 15 de gener de 1999    | Pel·lícules de Disney                                           | 1.920 habitacions                 | Animal Kingdom       |
| Disney's All-Star Music Resort                            |                | 22 de novembre de 1994 | Música                                                          | 1.604 habitacions                 | Animal Kingdom       |
| Disney's All-Star Sports Resort                           |                | 24 d0abril de 1994     | Esports                                                         | 1.920 habitacions                 | Animal Kingdom       |
| Disney's Art of Animation Resort                          |                | 31 de maig de 2012     | Pel·lícules animades de Disney i Pixar                          | 1.984 habitacions                 | Wide World of Sports |
| Disney's Pop Century Resort                               |                | 14 de desembre de 2003 | Cultura pop estatunidenca del segle xx                          | 2.880 habitacions                 | Wide World of Sports |
| Cabins and campgrounds                                    |                |                        |                                                                 |                                   |                      |
| Disney's Fort Wilderness Resort & Campground              |                | 19 de novembre de 1971 | Càmping al bosc                                                 | 800 llocs d'acampada 409 cabanyes | Magic Kingdom        |

#### Hotels operats per tercers
| Nom de l'hotel                     | Imatge | Data d'obertura        | Número d'habitacions | Propietari                               |                |
| ---------------------------------- | ------ | ---------------------- | -------------------- | ---------------------------------------- | -------------- |
| Renaissance Orlando Resort and Spa |        | 1 d'octubre de 1972    | 394 habitacions      | Marriott International                   | Disney Springs |
| Drury Plaza                        |        | 21 de novembre de 1972 | 325 habitacions      | Drury Hotels                             | Disney Springs |
| DoubleTree                         |        | 15 de març de 1987     | 229 habitacions      | Hilton Worldwide                         | Disney Springs |
| Hilton Buena Vista Palace          |        | 10 de març de 1983     | 1.014 habitacions    | Hilton Worldwide                         | Disney Springs |
| Hilton Lake Buena Vista            |        | 23 de novembre de 1983 | 787 habitacions      | Hilton Worldwide                         | Disney Springs |
| Holiday Inn                        |        | 8 de febrer de 1973    | 323 habitacions      | IHG Hotels & Resorts                     | Disney Springs |
| Wyndham                            |        | 15 d'octubre de 1972   | 626 habitacions      | Wyndham Hotels & Resorts                 | Disney Springs |
| Walt Disney World Dolphin          |        | 1 de juny de 1990      | 1.509 habitacions    | Marriott International                   | EPCOT          |
| Walt Disney World Swan             |        | 13 de gener de 1990    | 758 habitacions      | Marriott International                   | EPCOT          |
| Walt Disney World Swan Reserve     |        | 4 de novembre de 2021  | 349 habitacions      | Marriott International                   | EPCOT          |
| Four Seasons                       |        | 3 d'agost de 2014      | 450 habitacions      | Four Seasons                             | Magic Kingdom  |
| Shades of Green                    |        | Desembre de 1973       | 586 habitacions      | Departament de Defensa dels Estats Units | Magic Kingdom  |

#### Antics hotels de Disney
| Nom de l'hotel                   | Imatge | Data d'obertura   | Data de tancament      | Temàtica                          | Número d'habitacions |
| -------------------------------- | ------ | ----------------- | ---------------------- | --------------------------------- | -------------------- |
| Star Wars : Galactic Starcruiser |        | 1 de març de 2022 | 30 de setembre de 2023 | Star Wars, entreteniment immersiu | 100 habitacions      |

## Altres segments de negoci

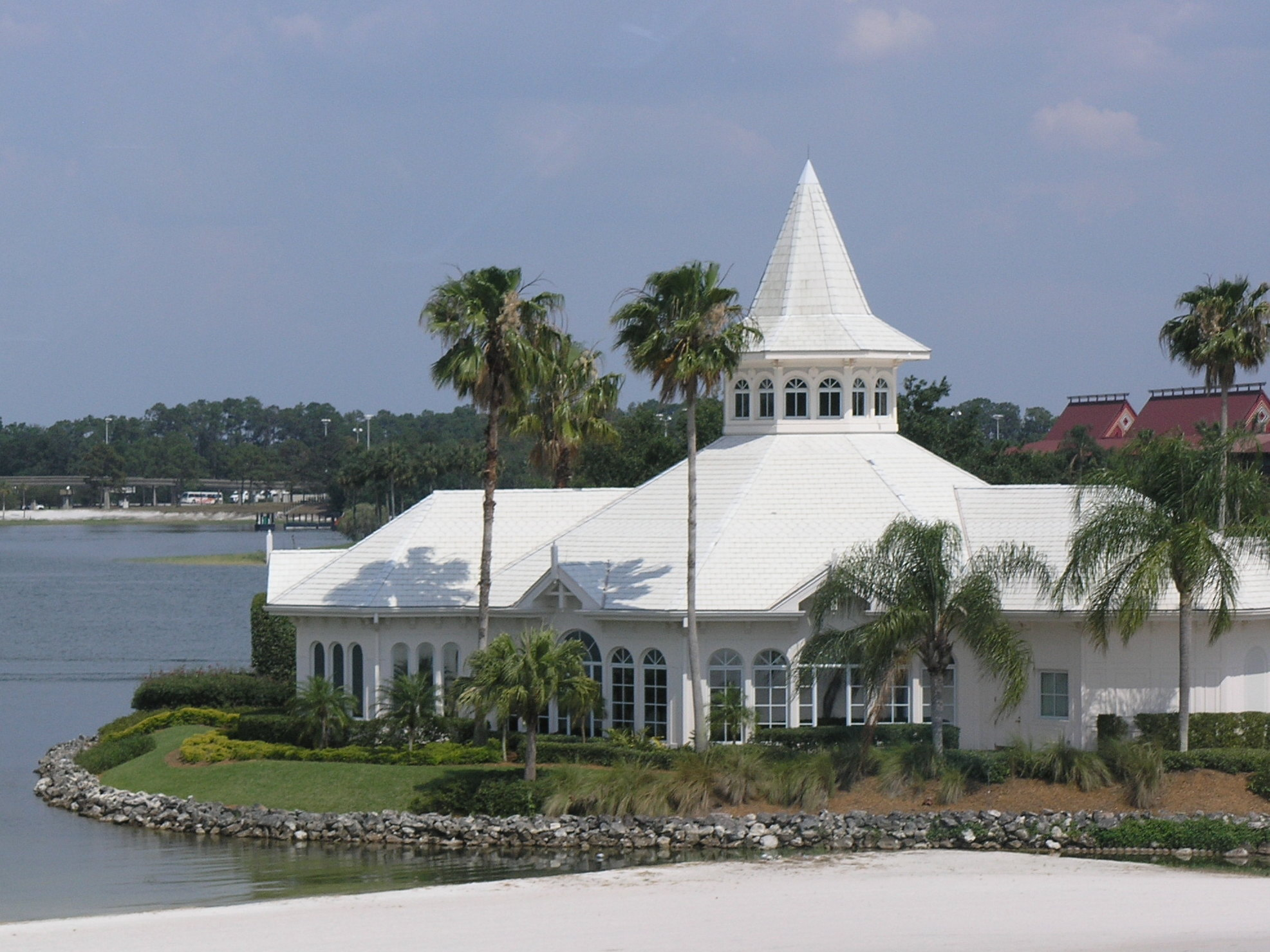
Pavelló de noces al llac Seven Seas

Walt Disney World té diversos departaments que gestionen diferents activitats i esdeveniments que s'ofereixen durant tot l'any. Aquests departaments inclouen:
- Disney Imagination Campus : organitza Magic Music Days, Disney Performing Arts, Festival Disney, The Dreamers Academy i altres programes juvenils que ofereixen oportunitats als joves d'aprendre i actuar dins de Walt Disney World.
- Disney Meetings and Events: organitza grans reunions, esdeveniments i conferències a Walt Disney World.
- The Disney Institute: ofereix oportunitats de desenvolupament professional mitjançant models i principis de Disney.
- Disney's Fairy Tale Weddings & Honeymoons: programa i planifica casaments a diverses ubicacions de Walt Disney World, incloses ubicacions dins dels parcs o al pavelló de noces.
- Disney Internships and Programs: ofereix diverses pràctiques adreçades a estudiants universitaris.[46]

## Campus
El campus de Walt Disney World inclou nombrosos edificis i espais utilitzats exclusivament per a la gestió corporativa i serveis i recreació per als treballadors. The Walt Disney Company també posseeix i opera un complex d'oficines corporatives a Celebration, Florida, on hi ha les oficines de Disney Cruise Line i Adventures by Disney.
- Team Disney Orlando: ubicació central de les oficines corporatives de Walt Disney World.
- Disney University: ubicació central de formació per als membres del repartiment.
- Walt Disney World Casting Center: la ubicació central per a recursos humans i contractació.
- Partners Federal Credit Union: un sistema bancari intern només per als empleats de Disney, amb diverses ubicacions a tot Walt Disney World.
- Disney Event Group: complex d'oficines per a diversos segments de negoci.
- Maingate Office Complex: allotja oficines per a diversos segments de negoci.
- Amateur Athletic Union: seu central de l'organització esporitiva.
- Central Florida Tourism Oversight District: seu del districte especial, situada a prop de Disney Springs a l'Hotel Plaza Boulevard.
- Mickey's Retreat: un complex recreatiu només per a empleats de Disney situat al Little Lake Bryan.
- AdventHealth: opera dues sales d'emergències mèdiques, situades a l'est i a l'oest del resort a prop de Disney Springs i a Flamingo Crossings. Els visitants amb malalties i lesions crítiques són transportats a l'hospital AdventHealth a Celebration.
- YMCA de Florida Central: opera dues ubicacions a la propietat que ofereixen guarderia i programes educatius per als fills dels empleats de Walt Disney World.
- The Center for Living Well: opera una clínica que ofereix serveis de salut per als empleats de Disney, operada per Premise Health.
- Flamingo Crossings Village: llar dels participants en pràctiques de Disney.

## Ocupació
Quan el Magic Kingdom va obrir el 1971, el resort donava feina a uns 5.500 "membres del repartiment". El 2020, Walt Disney World empleava a més de 77.000 membres del repartiment. Walt Disney World té més de 3.000 classificacions de llocs de treball amb una nòmina total al 2019 de més de 3.000 milions de dòlars.

### Representació sindical
Gairebé tots els treballadors de cara al públic amb salaris per hora treballen sota un conveni col·lectiu. El conveni més recent es va negociar i va entrar en vigor el 2023 i és vàlid fins al 2027, i fixa el salari per hora inicial per als treballadors a temps parcial i complet en 17 dòlars per hora, amb primes addicionals disponibles per a determinades posicions. L'afiliació sindical s'ofereix a tots els treballadors elegibles quan comencen a treballar. Cada lloc de treball del resort té un delegat sindical, que negocia amb la direcció de Disney quan cal per defensar els drets designats al conveni.

## Assistència
En el primer any d'obertura, el parc va rebre 10.712.991 visitants. El 2018, els quatre parcs temàtics del complex es van classificar entre els 9 primers de la llista dels 25 parcs temàtics més visitats del món: (1r) Magic Kingdom: 20.859.000 visitants; (6è) Disney's Animal Kingdom: 13.750.000 visitants; (7è) EPCOT: 12.444.000 visitants; i (9è) Disney's Hollywood Studios: 11.258.000 visitants. A l'octubre de 2020, degut a la pandèmia de COVID-19 l'assistència màxima permesa a Disney World era del 25% de la seva capacitat. Un estudi recent va descobrir que reduir la capacitat del parc Magic Kingdom al 25% comportaria una reducció del 54,1% de l'assistència anual.
| Any  | Magic Kingdom | EPCOT      | Hollywood Studios | Animal Kingdom | Total      | Ref.   |
| ---- | ------------- | ---------- | ----------------- | -------------- | ---------- | ------ |
| 2008 | 17.063.000    | 10.935.000 | 9.608.000         | 9.540.000      | 47.146.000 | [ 53 ] |
| 2009 | 17.233.000    | 10.990.000 | 9.700.000         | 9.590.000      | 47.513.000 | [ 54 ] |
| 2010 | 16.972.000    | 10.825.000 | 9.603.000         | 9.686.000      | 47.086.000 | [ 55 ] |
| 2011 | 17.142.000    | 10.826.000 | 9.699.000         | 9.783.000      | 47.450.000 | [ 56 ] |
| 2012 | 17.536.000    | 11.063.000 | 9.912.000         | 9.998.000      | 48.509.000 | [ 57 ] |
| 2013 | 18.588.000    | 11.229.000 | 10.110.000        | 10.198.000     | 50.125.000 | [ 58 ] |
| 2014 | 19.332.000    | 11.454.000 | 10.312.000        | 10.402.000     | 51.500.000 | [ 59 ] |
| 2015 | 20.492.000    | 11.798.000 | 10.828.000        | 10.922.000     | 54.040.000 | [ 60 ] |
| 2016 | 20.395.000    | 11.712.000 | 10.776.000        | 10.844.000     | 53.727.000 | [ 61 ] |
| 2017 | 20.450.000    | 12.200.000 | 10.722.000        | 12.500.000     | 55.872.000 | [ 62 ] |
| 2018 | 20.859.000    | 12.444.000 | 11.258.000        | 13.750.000     | 58.311.000 | [ 63 ] |
| 2019 | 20.963.000    | 12.444.000 | 11.483.000        | 13.888.000     | 58.778.000 | [ 64 ] |
| 2020 | 6.941.000     | 4.044.000  | 3.675.000         | 4.166.000      | 18.826.000 | [ 65 ] |
| 2021 | 12.691.000    | 7.752.000  | 8.589.000         | 7.194.000      | 36.226.000 | [ 66 ] |
| 2022 | 17.133.000    | 10.000.000 | 10.900.000        | 9.027.000      | 47.060.000 | [ 66 ] |
| 2023 | 17.720.000    | 11.980.000 | 10.300.000        | 8.770.000      | 48.770.000 | [ 67 ] |

## Transport

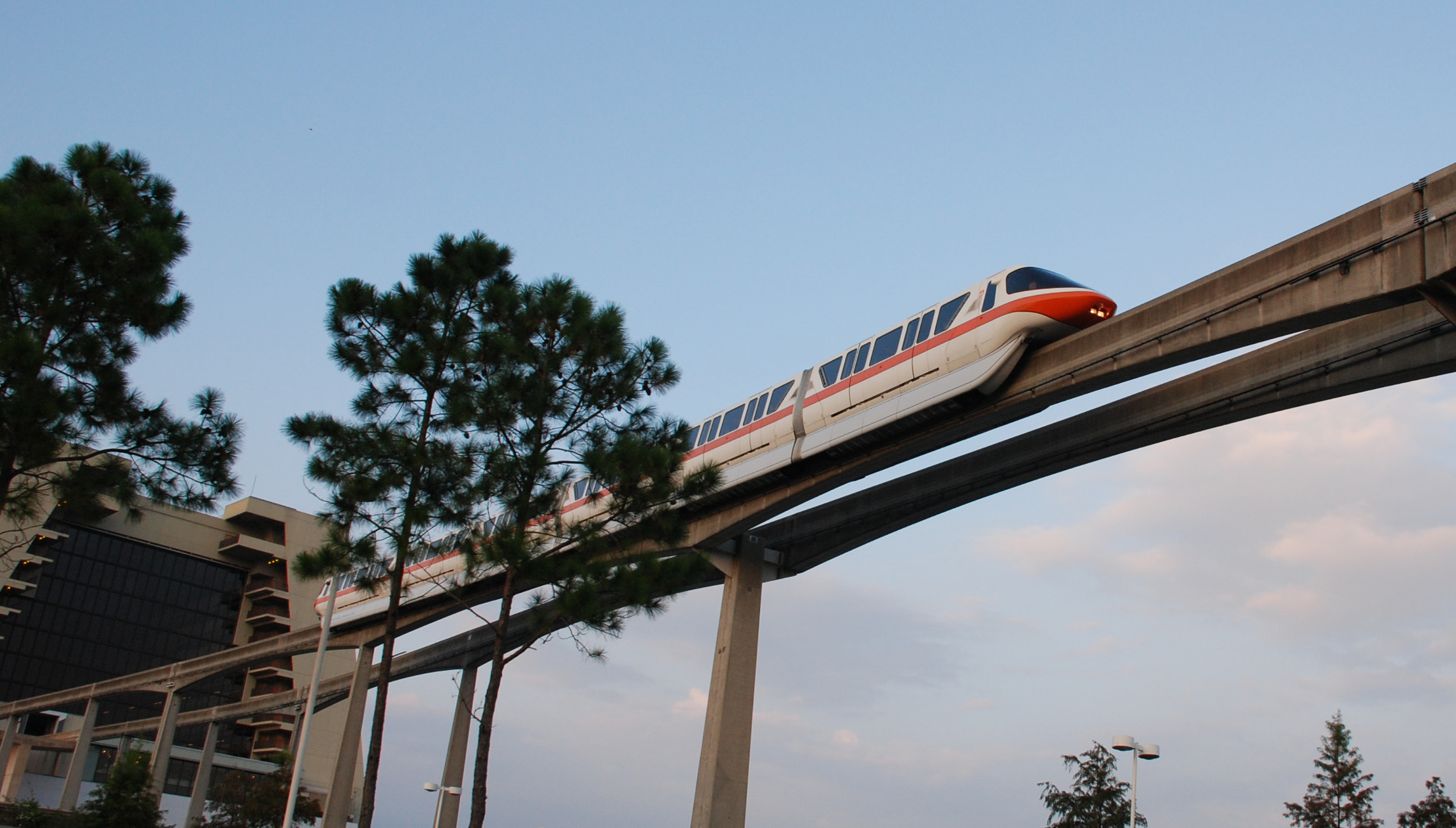
El sistema de monorail de Walt Disney World ofereix transport gratuït per tot el complex.

Walt Disney World, compta amb un sistema de transport públic gratuït per als visitants del complex. Actualment el sistema de transport inclou autobusos, monorails, vaixells, ferris, telecabines, taxis i trens sense vies als aparcaments.
El sistema de monorail de Walt Disney World ofereix transport gratuït a Walt Disney World; els clients poden pujar al monorail i viatjar entre el Magic Kingdom i l'EPCOT, incloent-hi alguns complexos turístics de la propietat, com ara el Grand Floridian i el Polynesian Village. El sistema té tres rutes que enllaçen al Transportation and Ticket Center (TTC), adjacent a l'aparcament del Magic Kingdom. Disney Transport posseeix una flota d'autobusos operats per Disney al resort, que també és gratuïta per als visitants.
Un sistema de telecabina anomenat Disney Skyliner es va inaugurar el 2019. Les tres línies del sistema connecten Disney's Hollywood Studios i EPCOT amb quatre hotels del resort.
Disney Transport també opera una flota d'embarcacions, que van des de llanxes taxi fins als ferris que connecten el Magic Kingdom amb el Transportation and Ticket Center. Disney Transport també és responsable del manteniment de la flota de trens sense vies que s'utilitzen per transportar els visitants entre els aparcaments dels parc temàtic i les entrades principals.
A més dels seus mètodes de transport gratuïts, Walt Disney World també ofereix un servei vehicles de transport amb conductor de pagament juntament amb Lyft. Anomenat Minnie Van, aquests servei consisteix en cotxes amb un disseny de llunars vermells i blancs com els de la roba de Minnie Mouse que poden allotjar fins a sis persones, i es troba disponible per a qualsevol persona que es trobi dins dels límits de Walt Disney World Resort.

## Ús d'energia
Walt Disney World consumeix aproximadament 1.000 milions de quilowatts-hora d'electricitat anualment, cosa que suposa un cost a l'empresa de gairebé 100 milions de dòlars en consum d'energia anual. A més de dependre principalment dels combustibles fòssils i l'energia nuclear de la xarxa elèctrica de l'estat, Walt Disney World té dues instal·lacions d'energia solar a la propietat: una instal·lació de plaques solars amb forma de Mickey Mouse de 22 acres (0.089 km2) a prop d'EPCOT, i una instal·lació de 270 acres (1.1 km2) a prop de Disney's Animal Kingdom. La instal·lació més gran produeix prou energia solar per subministrar electricitat a dos dels parcs temàtics del complex. Els llocs són operats per Duke Energy i el Central Florida Tourism Oversight District, respectivament.
Tota la flota d'autobusos de Disney Transport utilitza biodièsel obtingut d'oli de cuina utilitzat i residus alimentaris no consumibles del complex.

## Autogovern i seguretat

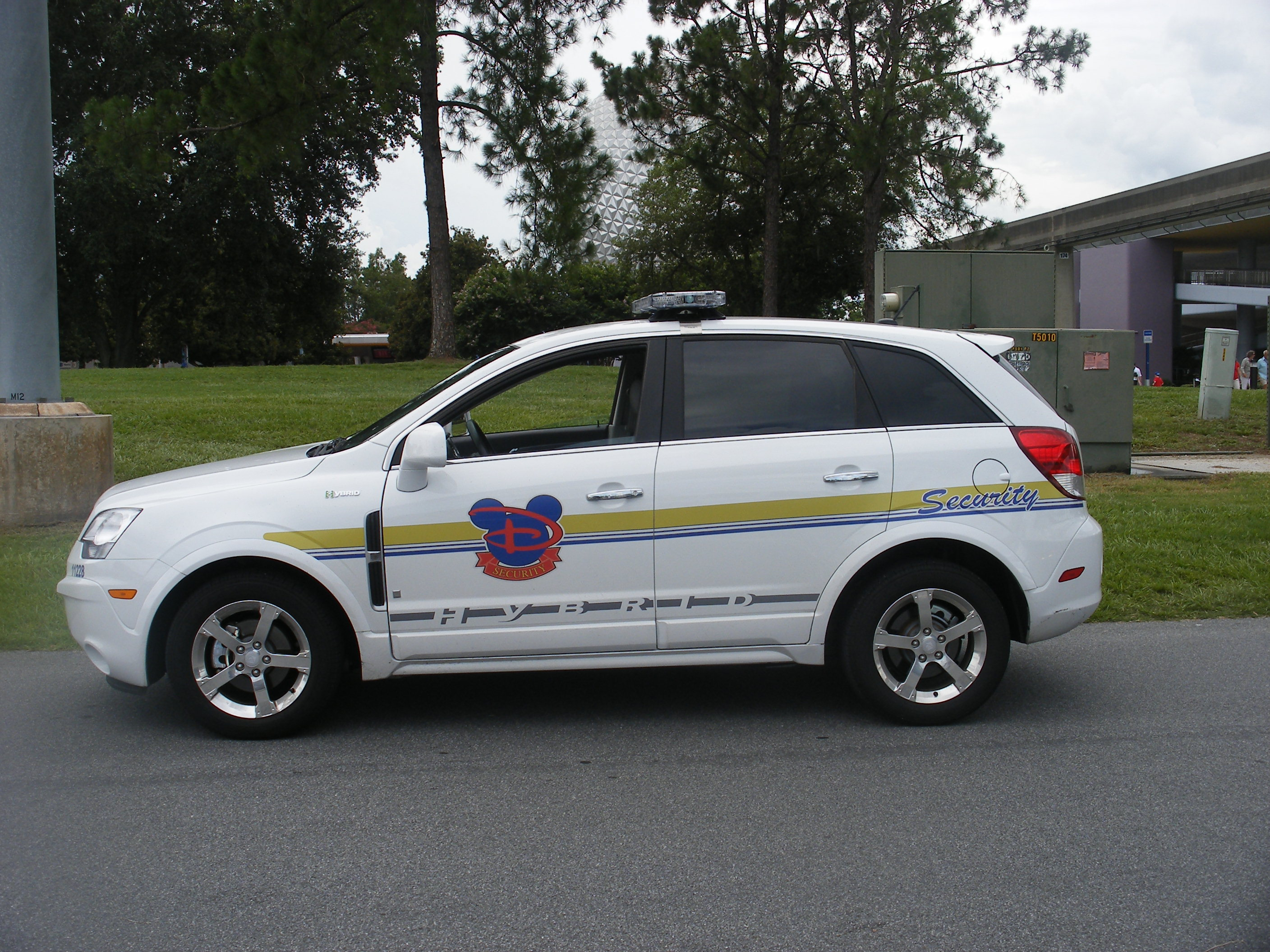
Vehicle de seguretat de Disney, fotografia feta el 2 de juliol de 2009 davant d'Epcot

El personal de seguretat de Disney generalment va vestit amb uniformes típics de guàrdia de seguretat, tot i que alguns membres del personal van vestits de turistes amb roba de paisà. Des de l'11 de setembre de 2001, hi ha personal de seguretat uniformat estacionat fora de cada parc Disney de Florida per registrar les bosses dels visitants quan entren als parcs. A partir del 3 d'abril de 2017, es van col·locar punts de control d'equipatge a les entrades del monorail del complex Magic Kingdom i als punts d'entrada de ferris del Transportation and Ticket Center abans de l'embarcament, així com al passeig des de l'hotel Disney's Contemporary Resort.
El terreny on resideix Walt Disney World forma part del Central Florida Tourism Oversight District (CFTOD), conegut fins al 2023 com a Reedy Creek Improvement District (RCID), una jurisdicció governamental creada el maig de 1967 per l'estat de Florida a petició de Disney. El CFTOD ofereix serveis d'emergències, bombers, protecció ambiental, revisions del codi d'edificació, serveis públics i manteniment de carreteres, però no ofereix serveis policials. Els aproximadament 800 membres del personal de seguretat són empleats de Walt Disney Company. Les detencions i les citacions les emet la Patrulla de Carreteres de Florida juntament amb els ajudants del xèrif dels comtats d'Orange i Osceola que patrullen les carreteres. El servei de seguretat de Disney manté una flota de furgonetes de seguretat equipades amb bengales, cons de trànsit i guix que utilitzen habitualment els agents de policia. Aquest personal de seguretat és l'encarregat del control del trànsit per part del CFTOD i només pot emetre avisos d'infracció als empleats de Disney i del CFTOD, no al públic en general.
A finals del 2015, Disney va confirmar l'addició de controls de seguretat secundaris aleatoris i gossos entrenats per detectar explosius que es porten al cos dins dels parcs, a més de detectors de metalls a les entrades. També ha augmentat el nombre de personal de seguretat uniformat a les propietats de Walt Disney World i Disneyland.
El xèrif del comtat d'Orange té una oficina al resort, però principalment serveix per processar els clients acusats de robatori pel personal de seguretat de Disney.
Tot i que l'escampament de cendres a la propietat de Disney és il·legal, The Wall Street Journal va informar a l'octubre de 2018 que els parcs de Walt Disney World s'estaven convertint en un lloc popular perquè les famílies escampessin les cendres dels seus éssers estimats, amb l'atracció The Haunted Mansion al Magic Kingdom com a lloc preferit. La pràctica és il·legal i està prohibida a la propietat de Disney, i qualsevol persona que escampa restes cremades és escortada fora del parc.
El 22 d'abril de 2022 l'autoritat d'autogovern de Walt Disney Company sobre tota la zona que envolta Walt Disney World va arribar a la seva fi després que el governador de Florida, Ron DeSantis, signés una llei que exigia que el districte de millora de Reedy Creek de Walt Disney World passés a estar sota la jurisdicció legal de l'estat de Florida l'1 de juny de 2023.

## Tancaments
Walt Disney World ha tingut 13 tancaments no programats, 11 dels quals han estat deguts a huracans:
- 15 de setembre de 1999, a causa de l'huracà Floyd
- 11 de setembre de 2001, després dels atacs de l'11 de setembre a la ciutat de Nova York, Shanksville i Washington, DC
- 13 d'agost de 2004, a causa de l'huracà Charley
- 4-5 de setembre de 2004, a causa de l'huracà Frances
- 26 de setembre de 2004, a causa de l'huracà Jeanne
- 25 d'octubre de 2005, al matí, a causa de l'huracà Wilma
- 7 d'octubre de 2016, a causa de l'huracà Matthew
- 10-11 de setembre de 2017, a causa de l'huracà Irma
- 3 de setembre de 2019, durant aproximadament la meitat del dia (amb l'excepció d'Epcot i Disney Springs), a causa de l'huracà Dorian
- 15 de març[79][80] – 11 de juliol de 2020, a causa de la pandèmia de la COVID-19.[81] (excloent Disney Springs, que va reobrir el 19 de maig de 2020)
- 28-29 de setembre de 2022, a causa de l'huracà Ian
- 9-10 de novembre de 2022, tancament gradual des del vespre del 9 de novembre fins al migdia del dia següent, a causa de l'huracà Nicole
- 9-10 d'octubre de 2024, tancament gradual a partir de la tarda del 9 d'octubre a causa de l'huracà Milton

Igual que Disneyland Resort, els parcs del complex poden tancar abans d'hora per acollir diversos esdeveniments especials, com ara esdeveniments especials per a la premsa, grups turístics, grups VIP i festes privades. És habitual que una corporació llogui parcs sencers per al vespre. En aquests casos, s'emeten passis especials que són vàlids per a l'accés a totes les atraccions i parcs infantils. A les taquilles i en els horaris publicats, s'avisa els visitants dels tancaments anticipats. Aleshores, els membres del repartiment anuncien que els parcs tanquen, en algun moment abans que comenci l'esdeveniment privat, i netegen els parcs de visitants que no tinguin els passis especials.
A l'octubre de 2020, es va revelar que encara no es permetia l'assistència a ple rendiment, després del tancament per la COVID-19 que es va produir a principis d'any. El juliol de 2021, Disney World va anunciar que tots els seus treballadors als Estats Units haurien d'estar completament vacunats contra la COVID-19 per tornar a la feina. També va anunciar que les persones no vacunades tindrien un període de temps per vacunar-se i tenia com a objectiu tornar a la plena capacitat per a les persones immunitzades.